# Helle Virkner

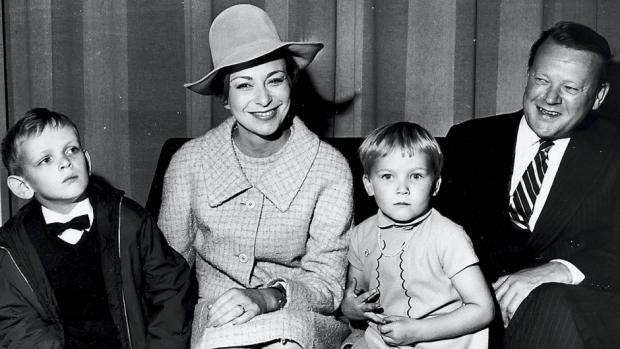
Helle Virkner mit ihrem Mann Jens Otto Krag und ihren gemeinsamen Kindern, 1971.

Helle Genie Virkner (* 15. September 1925 in Aarhus; † 10. Juni 2009 in Charlottenlund, Gentofte; geborene Lotinga) war eine dänische Schauspielerin. 

## Leben
Helle Virkner war die Tochter von Gutsbesitzer Moritz Lotinga (1893–1946) und Ellen Larsine Rasmussen (1903–1990). Sie wuchs in Ry bei Skanderborg auf. Das Elternhaus Lille Glentholm dient heute als Pastorat. 1931 gingen die Eltern getrennte Wege; Mutter und Tochter zogen nach Kopenhagen. Nach ihrem Mittelschulabschluss arbeitete sie als Statistin am Folketeatret und am Det Ny Teater. Während der deutschen Besatzung Dänemarks musste ihr jüdischer Vater ins Exil nach Schweden ausweichen. Helle Lotinga nahm in dieser Zeit den Nachnamen Virkner an, um die Gefahr von Verfolgung zu verringern. Von 1944 bis 1946 besuchte sie die Schule des Königlichen Theaters (Det Kongelige Teaters elevskole). Von 1946 bis 1951 war sie als Schauspielerin am Königlichen Theater in Kopenhagen tätig. Danach spielte sie an vielen verschiedenen Theatern in Kopenhagen und Umgebung.
Sie spielte in mehr als 70 dänischen Filmproduktionen mit, wie Kispus (1956), Mor skal giftes (1958), Einesteils der Liebe wegen-Filme (1959–1961), in drei Filmen der Olsenbande-Reihe und in der Serie Die Leute von Korsbaek. Eine ihrer letzten Rollen war 2000 in Flickering Lights als Tante Beate.
Virkner engagierte sich in Dänemark jahrzehntelang auch in der Kommunalpolitik. Im Jahr 1981 war sie Spitzenkandidatin zur Bürgermeisterwahl in Frederiksberg, gewann jedoch nicht.

## Privates
Helle Virkner war in erster Ehe vom 6. Oktober 1946 bis 1949 mit William Rosenberg verheiratet, den sie am Königlichen Theater kennengelernt hatte. Die Ehe blieb kinderlos. 
In zweiter Ehe war sie von 1949 bis 1959 mit dem Schauspieler Ebbe Rode verheiratet. Die Ehe blieb ebenfalls kinderlos. 
Aus ihrer dritten Ehe mit dem Politiker Jens Otto Krag, mit dem sie von 1959 bis 1973 verheiratet war, gingen die Tochter Astrid Helene, genannt Søsser, und der Sohn Jens Christian hervor.
Helle Virkner starb am 10. Juni 2009 im Alter von 83 Jahren an den Folgen einer Krebserkrankung. Ihre Grabstätte befindet sich auf dem Ordrup-Kirkegard in Gentofte.

## Filmografie (Auswahl)
- 1942: Søren Søndervold
- 1944: Frihed, lighed og Louise – Regie: Lau Lauritzen jun.
- 1956: Mädel zum Küssen (Kispus) – Regie: Erik Balling
- 1958: Einesteils der Liebe wegen (Poeten og Lillemor) – Regie: Erik Balling
- 1962: Feine Leute so wie wir (Den kære familie ) – Regie: Erik Balling
- 1964: Tod bei Tisch (Døden kommer til middag) – Regie: Erik Balling
- 1970–1977: Oh, diese Mieter! (Fernsehserie)
- 1970: Hamburg Transit (Fernsehserie, Staffel 2, Folge 4: Wie man Aale fängt)[5]
- 1970: Rend mig i revolutionen
- 1971: Ballade på Christianshavn
- 1971: Die Olsenbande fährt nach Jütland
- 1972: Die Olsenbande und ihr großer Coup
- 1973: Die Olsenbande läuft Amok
- 1978–1981: Die Leute von Korsbaek (Fernsehserie, Regie: Erik Balling)
- 1994/1997: Hospital der Geister (Riget, Fernsehserie) – Regie: Morten Arnfred, Lars von Trier
- 2000: Flickering Lights (Blinkende Lygter)
- 2001: Trækfugle
- 2003: Se dagens lys

## Auszeichnungen
- Bodil 1963: beste Hauptdarstellerin in Den kære familie
- Robert 2004: Ehrenpreis
- Bodil 2007: Ehrenpreis für das Lebenswerk